# Lista de episódios de DC Super Hero Girls (série de televisão)
DC Super Hero Girls é uma série de televisão de animação americana baseada na franquia de mídia de super-heróis da DC Comics.

## Resumo
| Temporada | Temporada      | Episódios      | Estados Unidos        | Estados Unidos      | Brasil               | Brasil               |
| Temporada | Temporada      | Episódios      | Primeira emissão      | Última emissão      | Primeira emissão     | Última emissão       |
| --------- | -------------- | -------------- | --------------------- | ------------------- | -------------------- | -------------------- |
|           | Curta-metragem | Curta-metragem | 27 de julho de 2018   | 27 de julho de 2018 | 30 de agosto de 2018 | 30 de agosto de 2018 |
|           | Curtas         | 52             | 17 de janeiro de 2019 | 2020                | 24 de maio de 2019   | 2020                 |
|           | 1              | 52             | 8 de março de 2019    | 2020                | 23 de maio de 2019   | 2020                 |

## 1ª Temporada (2019-20)
| # | #     | Título                                                      | Dirigido por                                                                 | Escrito por                  | Exibição nos Estados Unidos                              | Exibição no Brasil     | Audiência (em milhões) |
| --- | ----- | ----------------------------------------------------------- | ---------------------------------------------------------------------------- | ---------------------------- | -------------------------------------------------------- | ---------------------- | ---------------------- |
| 1 4 | 1–4   | "#DoceJustiça (BR)" "#SweetJustice"                         | Noëlle Raffaele e John Sanford (partes 1 e 4) Noëlle Raffaele (partes 2 e 3) | Lauren Faust e M.A. Larson   | 8 de março de 2019                                       | 23 de maio de 2019     | 0.54                   |
| Batgirl se adapta à nova escola e encontra cinco garotas que também têm superpoderes e aceitam unir forças contra os vilões de Metrópolis. Wonder Woman treina Supergirl, Bumblebee, Batgirl, Zatanna e Green Lantern para serem heroínas. (Parte 1) Quando robôs da LexCorp ameaçam destruir a Doce Justiça, as garotas lutam para salvar a loja. (Parte 2) Uma das super-heroínas recebe uma punição inesperada. (Parte 3) A equipe planeja impedir Diana de voltar para casa. Em Metrópolis, uma guerra eclode entre robôs da LexCorp e a equipe de heroínas. (Parte 4) |       |                                                             |                                                                              |                              |                                                          |                        |                        |
| 5 | 5     | "#AventurasDeBabáDeCoelho (BR)" "#AdventuresInBunnysitting" | John Sanford                                                                 | M.A. Larson                  | 17 de março de 2019                                      | 30 de maio de 2019     | 0.40                   |
| Responsável por cuidar de dois coelhos mágicos, Supergirl acaba aprendendo uma lição quando eles provocam o caos em Metrópolis. |       |                                                             |                                                                              |                              |                                                          |                        |                        |
| 6 | 6     | "#TriânguloOdioso (BR)" "#HateTriangle"                     | John Sanford                                                                 | M.A. Larson                  | 24 de março de 2019                                      | 30 de maio de 2019     | 0.41                   |
| Quando uma supervilã fica louca de amor, as táticas pacíficas de combate de Green Lantern são postas à prova. |       |                                                             |                                                                              |                              |                                                          |                        |                        |
| 7 | 7     | "#BaldeDeBurrito (BR)" "#BurritoBucket"                     | John Sanford                                                                 | Emily Brundige               | 31 de março de 2019                                      | 6 de junho de 2019     | 0.40                   |
| Batgirl precisa equilibrar as obrigações de lutar contra o crime e servir burritos quando um banco é roubado durante seu horário de trabalho. |       |                                                             |                                                                              |                              |                                                          |                        |                        |
| 8 | 8     | "#ConhecendoaChita (BR)" "#HateTriangle"                    | Noëlle Raffaele                                                              | M.A. Larson                  | 7 de abril de 2019                                       | 13 de junho de 2019    | 0.45                   |
| Quando Wonder Woman conquista uma cobiçada posição na equipe de ginástica, uma colega ciumenta lança um feitiço que a faz mudar de personalidade. |       |                                                             |                                                                              |                              |                                                          |                        |                        |
| 9 | 9     | "#LinhaAbelha (BR)" "#Beeline"                              | Noëlle Raffaele                                                              | Rachel Vine                  | 12 de maio de 2019                                       | 20 de junho de 2019    | 0.36                   |
| Bumblebee e a equipe se reúnem para impedir um plano maligno bolado por várias vilãs. |       |                                                             |                                                                              |                              |                                                          |                        |                        |
| 10 | 10    | "#SuperQuem? (BR)" "#SuperWho?"                             | Noëlle Raffaele                                                              | Rachel Vine                  | 19 de maio de 2019                                       | 27 de junho de 2019    | 0.33                   |
| Chateada por Superman ganhar os créditos por seus atos heroicos, Supergirl se esforça para brilhar mais que seu rival. |       |                                                             |                                                                              |                              |                                                          |                        |                        |
| 11 | 11    | "#EletricidadeMáxima (BR)" "#ShockItToMe"                   | Noëlle Raffaele                                                              | Ryan Faust                   | 26 de maio de 2019                                       | 4 de julho de 2019     | 0.26                   |
| Os vídeos cruéis de uma aluna sobre os colegas de classe viralizam, e a Wonder Woman questiona a integridade moral de Metrópolis. |       |                                                             |                                                                              |                              |                                                          |                        |                        |
| 12 | 12    | "#ElaQuerSerGigante (BR)" "#SheMightBeGiant"                | Jennifer Kluska e John Sanford                                               | Emily Brundige               | 2 de junho de 2019                                       | 11 de julho de 2019    | 0.21                   |
| Apesar de sofrer bullying na escola, a pequena Bumblebee entra em ação para aplacar a ira de uma supervilã gigante que está atacando o shopping center. |       |                                                             |                                                                              |                              |                                                          |                        |                        |
| 13 | 13    | "#UmaBrigaNoMuseu (BR)" "#FightAtTheMuseum"                 | Noëlle Raffaele                                                              | Patrick Rieger               | 9 de junho de 2019                                       | 18 de julho de 2019    | 0.44                   |
| Catwoman tenta roubar joias durante a feira de ciências, e Supergirl é obrigada a confiar em seu cérebro em vez de em seus músculos. |       |                                                             |                                                                              |                              |                                                          |                        |                        |
| 14 | 14    | "#AjudandoOmorcego (BR)" "#FromBatToWorse"                  | Jennifer Kluska e John Sanford                                               | Patrick Rieger               | 19 de julho de 2019 (online) 29 de julho de 2019 (canal) | 25 de julho de 2019    | 0.41                   |
| O protetor mais amado de Gotham pede ajuda à Batgirl. Mas, antes entrar em ação, ela precisará achar um jeito de esconder a parceria do pai, o comissário Jim Gordon. |       |                                                             |                                                                              |                              |                                                          |                        |                        |
| 15 | 15    | "#SemanaDecisiva (BR)" "#CrushingIt"                        | Natalie Wetzig                                                               | G.M. Berrow                  | 19 de julho de 2019 (online) 29 de julho de 2019 (canal) | 2 de setembro de 2019  | 0.41                   |
| Durante uma semana produtiva para a Wonder Woman, uma nova e bela distração ameaça tirá-la do rumo. |       |                                                             |                                                                              |                              |                                                          |                        |                        |
| 16 | 16    | "#AmizadeVerde (BR)" "#MisgivingTree"                       | Juston Gordon-Montgomery e John Sanford                                      | Emily Brundige               | 19 de julho de 2019 (online) 30 de julho de 2019 (canal) | 9 de setembro de 2019  | 0.39                   |
| Sem saber do alter ego uma da outra, Green Lantern e Poison Ivy trabalham juntas para salvar uma antiga árvore. |       |                                                             |                                                                              |                              |                                                          |                        |                        |
| 17 | 17    | "#PasseDeMágica (BR)" "#IllusionsOfGrandeur"                | Noëlle Raffaele                                                              | Cindy Morrow                 | 26 de julho de 2019 (online) 31 de julho de 2019 (canal) | 16 de setembro de 2019 | 0.36                   |
| O show de mágica de Zatanna dá errado, ela se sente desprezada e sem querer libera criaturas travessas que aterrorizam o píer. |       |                                                             |                                                                              |                              |                                                          |                        |                        |
| 18 | 18    | "#PetsEmAção (BR)" "#BeastsInShow"                          | Natalie Wetzig                                                               | M.A. Larson                  | 26 de julho de 2019 (online) 1 de agosto de 2019 (canal) | 23 de setembro de 2019 | 0.34                   |
| Batgirl e Supergirl fazem uma aposta durante uma exposição de cães megacompetitiva, e seus filhotes aprimorados por mágica acabam salvando o dia. |       |                                                             |                                                                              |                              |                                                          |                        |                        |
| 19 | 19    | "#GothamCon (BR)" "#GothamCon"                              | Juston Gordon-Montgomery e John Sanford                                      | Tim Sheridan                 | 26 de julho de 2019 (online) 2 de agosto de 2019 (canal) | 30 de setembro de 2019 | 0.36                   |
| Barbara Gordon e a melhor amiga Harleen Quinzel vão a uma convenção e ficam frente a frente com seus superalter-egos. |       |                                                             |                                                                              |                              |                                                          |                        |                        |
| 20–21 | 20–21 | "#DCSuperHeroBoys (BR)" "#DCSuperHeroBoys"                  | Natalie Wetzig                                                               | Tim Sheridan                 | 7 de setembro de 2019                                    | 21 de outubro de 2019  | 0.31                   |
| O que começa como uma simples investigação de vandalismo se torna uma guerra total quando a equipe encontra um poderoso trio de kryptonianos empenhados em dominar o mundo e, talvez ainda pior, Super Hero Boys! |       |                                                             |                                                                              |                              |                                                          |                        |                        |
| 22–23 | 22–23 | "#AmigasSóQueNão (BR)" "#Frenemies"                         | Juston Gordon-Montgomery                                                     | Tim McKeon                   | 11 de outubro de 2019                                    | 28 de outubro de 2019  | 0.37                   |
| Depois que as heroínas se cansam das atitudes de Harleen, ela encarna seu alter ego e começa a vandalizar Metrópolis com uma nova turma de vilãs. |       |                                                             |                                                                              |                              |                                                          |                        |                        |
| 24-25 | 24-25 | "#AlmaGemêas (BR)" "#SoulSisters"                           | Noëlle Raffaele                                                              | Ben Joseph                   | 25 de outubro de 2019                                    |                        | 0.41                   |
| 26 | 26    | ASA "#Abracadabrapalooza"                                   | Natalie Wetzig                                                               | Emily Brundige e M.A. Larson | 30 de novembro de 2019                                   |                        | 0.29                   |
| 27 | 27    | ASA "#RageCat"                                              | Noëlle Raffaele                                                              | Cindy Morrow                 | 30 de novembro de 2019                                   |                        | 0.29                   |
| 28 | 28    | ASA "#TheGoodTheBadAndTheBizarre"                           | Noëlle Raffaele                                                              | M.A. Larson                  | 16 de dezembro de 2019                                   |                        | 0.16                   |
| 29 | 29    | ASA "#BackInAFlash"                                         | Juston-Gordon Montgomery                                                     | Nick Confalone               | 17 de dezembro de 2019                                   |                        | 0.19                   |
| 30 | 30    | ASA "#PowerSurge"                                           | Natalie Wetzig                                                               | Patrick Rieger               | 18 de dezembro de 2019                                   |                        | 0.25                   |
| 31 | 31    | ASA "#ScrambledEggs"                                        | Natalie Wetzig                                                               | Tim Sheridan                 | 19 de dezembro de 2019                                   |                        | 0.21                   |
| 32 | 32    | ASA "#DramaQueen"                                           | Noëlle Raffaele                                                              | M.A. Larson                  | 20 de dezembro de 2019                                   |                        | 0.33                   |
| 33-34 | 33-34 | ASA "#AllyCat"                                              | Juston-Gordon Montgomery                                                     | Ben Joseph                   | 8 de março de 2020                                       |                        | 0.29                   |
| 35 | 35    | ASA "#Retreat"                                              | Juston-Gordon Montgomery                                                     | Ryan Faust                   | 15 de março de 2020                                      |                        | 0.32                   |
| 36 | 36    | ASA "#DinnerForFive"                                        | Juston-Gordon Montgomery                                                     | M.A. Larson                  | 22 de março de 2020                                      |                        | 0.28                   |
| 37 | 37    | ASA "#LivingTheNightmare"                                   | Phil Allora e Natalie Wetzig                                                 | Juston-Gordon Montgomery     | 29 de março de 2020                                      |                        | 0.27                   |
| 38 | 38    | ASA "#AllAboutZee"                                          | Noëlle Raffaele                                                              | Ryan Faust                   | 5 de abril de 2020                                       |                        | 0.28                   |
| 39 | 39    | ASA "#TweenTitans"                                          | Natalie Wetzig                                                               | Tim Sheridan                 | 12 de abril de 2020                                      |                        | 0.29                   |
| 40 | 40    | ASA "#EmperorPenguin"                                       | Natalie Wetzig                                                               | M.A. Larson                  | 19 de abril de 2020                                      |                        | 0.28                   |
| 41 | 41    | ASA "#BreakingNews"                                         | Phil Allora                                                                  | Colleen Evanson              | 26 de abril de 2020                                      |                        | 0.20                   |
| 42 | 42    | ASA "#CrashCourse"                                          | Noëlle Raffaele                                                              | M.A. Larson                  | 3 de maio de 2020                                        |                        | 0.20                   |
| 43-44 | 43-44 | ASA "#LeagueOfShadows"                                      | Noëlle Raffaele                                                              | Ryan Faust                   | 22 de agosto de 2020                                     |                        | 0.30                   |
| 45 | 45    | ASA "#HousePest"                                            | Juston-Gordon Montgomery                                                     | Gillian Berrow               | 20 de setembro de 2020                                   |                        | ASA                    |
| 46 | 46    | ASA "#ItsComplicated"                                       | Noëlle Raffaele                                                              | M. A. LArson                 | 20 de setembro de 2020                                   |                        | ASA                    |
| 47 | 47    | ASA "#TheBirdAndTheBee"                                     | Noëlle Raffaele                                                              | Kristin Holloway             | 27 de setembro de 2020                                   |                        | ASA                    |
| 48 | 48    | ASA "#FantasticBeastsAndHowToMindThem"                      | Phil Allora                                                                  | Patrick Rieger               | 27 de setembro de 2020                                   |                        | ASA                    |
| 49 | 49    | ASA "#SchoolGhoul"                                          | Juston Gordon-Montgomery                                                     | Ryan Faust                   | 4 de outubro de 2020                                     |                        | ASA                    |